# Nearly Married
Nearly Married è un film del 1917 diretto da Chester Withey. Una commedia, interpretata da Madge Kennedy, tratta dal lavoro teatrale Nearly Married di Edgar Selwyn che era stato rappresentato a Broadway la prima volta il 5 settembre 1913 al Gaiety Theatre.
Il film, prodotto dalla Goldwyn Pictures Corporation, venne distribuito in sala il 18 novembre 1917.
Fu la prima volta che Hedda Hopper usò il cognome del marito, il famoso attore teatrale DeWolf Hopper: i suoi tre film precedenti li aveva infatti girati col nome di Elda Furry o Elda Millar.

## Produzione
Il film fu prodotto dalla Goldwyn Pictures Corporation.

## Distribuzione
Distribuito dalla Goldwyn Distributing Company, il film uscì nelle sale cinematografiche statunitensi il 18 novembre 1917.

### Data di uscita
- USA	18 novembre 1917
- Portogallo	2 aprile 1920

Alias
- Quase Casados	Portogallo